# أليساندرا جورلا
اليساندرا جورلا (من مواليد 1 نوفمبر 1975) هي لاعبة كرة لينة إيطالية شاركت في دورة الألعاب الأولمبية الصيفية لعام 2000. 